# Euchilopsis
Euchilopsis é um género botânico pertencente à família Fabaceae.